# Alfred Escrivà Prades
Alfred Escrivà Prades (Amposta, Montsià, 1877-1959) va ser un polític català.
Fill de Baldomer Escrivà Pujol i de la Ramona Prades Crespo, pertanyia a una família de comerciants benestants i des de 1900 va gestionar un molí arrosser amb el seu germà Ferran, que es va cremar el 1912. També va fundar amb el seu germà l'entitat bancària Escrivà Hermanos, entre 1913 i 1924 fou president del Casino d'Amposta i el 1928 fou vicepresident de l'Asociación de Industriales Arroceros del Ebro, També fou promotor, juntament amb l'arquitecte Josep Maria Franquet Martínez, de la construcció de la Casa Roig-Escrivà.
Va militar al Partit Republicà de Marcel·lí Domingo i Sanjuán, amb el que fou elegit diputat de la Diputació de Tarragona el 1915-1916 i 1917-1918 pel districte de Tortosa-Roquetes. Va formar part de les comissions de Beneficència i de Foment de la diputació i formà part de la Junta de Carreteres de la Mancomunitat de Catalunya. No fou escollit el 1919 i es va apartar de la política fins a les eleccions municipals espanyoles de 1931 que conduïren a la proclamació de la Segona República Espanyola. De 1931 a 1934 fou escollit alcalde d'Amposta pel Partit Republicà Radical Socialista (PRRSC). Fou detingut arran dels fets del sis d'octubre de 1934, i empresonat uns mesos al port de Tarragona al vaixell Manuel Arnús a instàncies de l'alcalde, Joan Palau i Miralles. Entre febrer i març de 1936 fou nomenat comissari de la Generalitat a les comarques de Tarragona (equivalent a president de la Diputació de Tarragona. En 1938 fou sotmès a un consell de guerra que fou arxivat el 1958.
Un carrer d'Amposta porta el seu nom.